# Saint-Pambon de Nitrie
Pambo_of_Nitria.jpeg
Pambo [note 1] (décédé vers 390) était un père copte du désert du quatrième siècle et disciple d'Antoine le Grand. Son jour de fête, le 18 juillet est célébré par les églises orthodoxes orientales, chrétiennes orthodoxes et catholiques.
Pambo était un disciple d'Antoine le Grand. Il vécut dans le désert de Nitrie où il fonda de nombreux monastères. Il était réputé pour sa sagesse et était consulté par de nombreuses personnes, notamment Athanase, Mélanie l'Ancienne et Ammonas d'Égypte. Il était le père spirituel de plusieurs autres saints canonisés, dont Bishoy et Jean le Nain.

## Biographie
Une grande partie des informations biographiques sur Pambo sont relatées dans l'Histoire Lausiac de Palladius et des mentions plus brèves de Jérôme et Tyrannius Rufinus.

### Début de vie monastique
On sait peu de choses sur la vie de Pambo avant qu'il ne devienne moine et disciple d'Anthony.
Sa pénitence la plus marquante fut le silence. Cela a commencé au début de sa vie monastique après avoir reçu lecture des premiers passages du Psaume 39 avec son père spirituel : 

« Je disais : Je veillerai sur mes voies, de peur de pécher par ma langue ; je mettrai un frein à ma bouche, tant que le méchant sera devant moi.
Dixi custodiam vias meas ut non delinquam in lingua mea posui ori meo custodiam cum consisteret peccator adversum me. »

— traduction française de Louis Segond, Psaume 39 édition de la Vulgate
Après cela, il ne dit pas un mot à son maître pendant six mois mais s'efforça d'intérioriser ce passage, et il dit humblement aux autres moines qu'il l'avait à peine intériorisé, même dix-huit ans plus tard.

### Père spirituel et abbé
Il est connu pour avoir fondé des monastères dans le désert de Nitrie.
Pambo et son monastère reçurent de nombreux dons en soutien de la part de Mélanie l'Ancienne et entretinrent des relations étroites avec elle.
On ne sait pas vraiment si Pambo fut banni ou s'il partit simplement en pèlerinage en Palestine avec Isidore, Pisimius, Adelphius, Paphnuce l'ascète et une douzaine d'autres membres du clergé, et Melania les accompagna.
On raconte également qu'il n'a pas accepté tous les cadeaux offerts, voyant plutôt une opportunité d'afficher son « attitude dédaigneuse à l'égard de l'argent ». Un décompte particulier indique que Melania lui remis 300 pièces.
Au cours des premiers débats chrétiens sur l'arianisme, Athanase fit venir Pambo de Nitrie pour le soutenir devant les tribunaux d'Alexandrie. Plus tard, Athanase a fait l'éloge de Pambo comme étant « très agréable à Dieu ».
On raconte que son visage « brillait comme un éclair », marquant de son haut degré de sainteté.
Après que deux frères eurent reçu un héritage important de leur père, l'un d'eux le donna directement, tandis qu'un autre construisit un monastère et s'occupa des personnes dans le besoin. Lorsqu'on lui a demandé lequel était le plus saint, Pambo a déclaré qu'ils étaient égaux et qu'il aurait eu une vision des frères debout devant Dieu. Cet enseignement met  en lumière la manière dont les premiers moines chrétiens concevaient les règles et codes de leurs propres communautés religieuses (avant même de parler d'ordre religieux).
Il connut personnellement Bessarion, Isaïe, Paësios, Arsisius, Sérapion le Grand, compagnons moines des déserts égyptiens, et il est cité en train de parler avec plusieurs d'entre eux dans des recueils de dictons.
L'historien et théologien Rufinus visita Pambo en 374.

### Décès

#### Histoire
Il tressait un panier à sa mort, ce qui en faisait la première de ses reliques. Mélanie l'Aînée, qui rassemblait les reliques de nombreux saints hommes, était à Nitrie lorsqu'il mourut et reçut ce même panier. À l'heure de sa mort, il aurait déclaré : « Depuis que je suis arrivé dans ce lieu de solitude, que j'ai construit ma cellule et que j'y ai habité, je ne me souviens pas avoir mangé autre chose que ce pour quoi mes mains ont travaillé dur, ni n'ai eu à me repentir d'aucun mot que j'ai prononcé… Et pourtant, je vais au Seigneur comme quelqu'un qui n'a pas encore commencé à servir Dieu. " 

#### Date de décès
Il existe une certaine ambiguïté quant à la date de la mort de Pambo. Certains font référence au « Pambo historique » mourant entre 373 et 374. L' histoire lausiaque elle-même raconte seulement qu'il mourut avant que Palladius n'entre dans le désert, ce qui signifierait avant 385. Un martyrologe quotidien catholique soutient que sa mort a eu lieu « vers 390 », et d'autres estiment qu'il est mort en 393,.
Les Vies des Saints d'Alban Butler proposent l'année du décès comme " c . 390 apr. J.-C." 

## Vénération
Pambo est vénéré au sein des églises d'orient, de l'église orthodoxe , et de l'église catholique. Le jour de sa fête est le 18 juillet 

## Héritage

### Origénisme présumé
Pambo et d'autres moines nitriens ont été qualifiés par les érudits d'« origénistes ». Cependant, Graham Gould soutient qu'il existe peu de bases historiques permettant de croire que Pambo était soit une figure très instruite, soit qu'il était associé à l'origénisme à son époque. Cette accusation est née d'une controverse autour de certains de ses élèves et confrères moines, les Grands Frères de Kellia.

### Attribution de certaines vues liturgiques
Il se serait opposé à la participation des femmes au chant liturgique et aurait dit à un jeune moine que les tropaires et les échos avaient une influence corruptrice,. Johannes Quasten lui-même a utilisé cette histoire pour démontrer que les premiers moines s'opposaient à la musique liturgique complexe. Cependant, des études plus récentes acceptent généralement que ce récit n'est pas antérieur au VIe siècle. Il convient également de noter que le recueil particulier dans lequel se trouve l'histoire – les Scriptores ecclesiastici de Gerbert – date du XVIIIe siècle. Ainsi, la fiabilité de ces récits représentant les vues historiques de Pambo est plutôt faible. James McKinnon dit sans détour : « L'histoire... de la façon dont Abba Pambo reproche à un jeune moine d'être impressionné par les « canons » et les « tropaires » des églises alexandrines, est apocryphe... et a l'apparence d'être du VIe siècle. siècle."